# Gare de Saint-Lô
La gare de Saint-Lô est une gare ferroviaire française de la Ligne de Lison à Lamballe, située sur la rive gauche  de la Vire, à proximité du centre de la ville de Saint-Lô, préfecture du département de la Manche, en région Normandie.
Elle est mise en service en 1860, par la Compagnie des chemins de fer de l'Ouest. C'est une gare de la Société nationale des chemins de fer français (SNCF), desservie par des trains TER Normandie.

## Situation ferroviaire
La gare de Saint-Lô est située au point kilométrique (PK) 18,467 de la ligne de Lison à Lamballe, entre les gares ouvertes de Lison et de Coutances. En amont s'intercalait la halte ferroviaire de Pont-Hébert. En aval s'intercalaient les gares de Canisy et de Carantilly-Marigny (fermées). Son altitude est de 15 m.
C'était une gare de bifurcation, origine de la ligne de Saint-Lô à Guilberville (fermée).

## Histoire
La « station de Saint-Lô » est mise en service le 1er mai 1860 par la Compagnie des chemins de fer de l'Ouest, lorsqu'elle ouvre à l'exploitation sa ligne de Lison à Saint-Lô, « embranchement de la ligne de Paris à Cherbourg ». Les installations définitives de la station terminus sont également mises en service ce même jour. Le bâtiment voyageurs réutilise la charpente bois du premier bâtiment de la gare de Caen, les espaces sont remplis de briques.
Le 3 avril 1892, un embranchement ferroviaire à Guilberville sur la ligne Caen - Vire, ouverte un an plus tôt, permet de relier directement Vire à Saint-Lô (Ligne Saint-Lô - Guilberville).

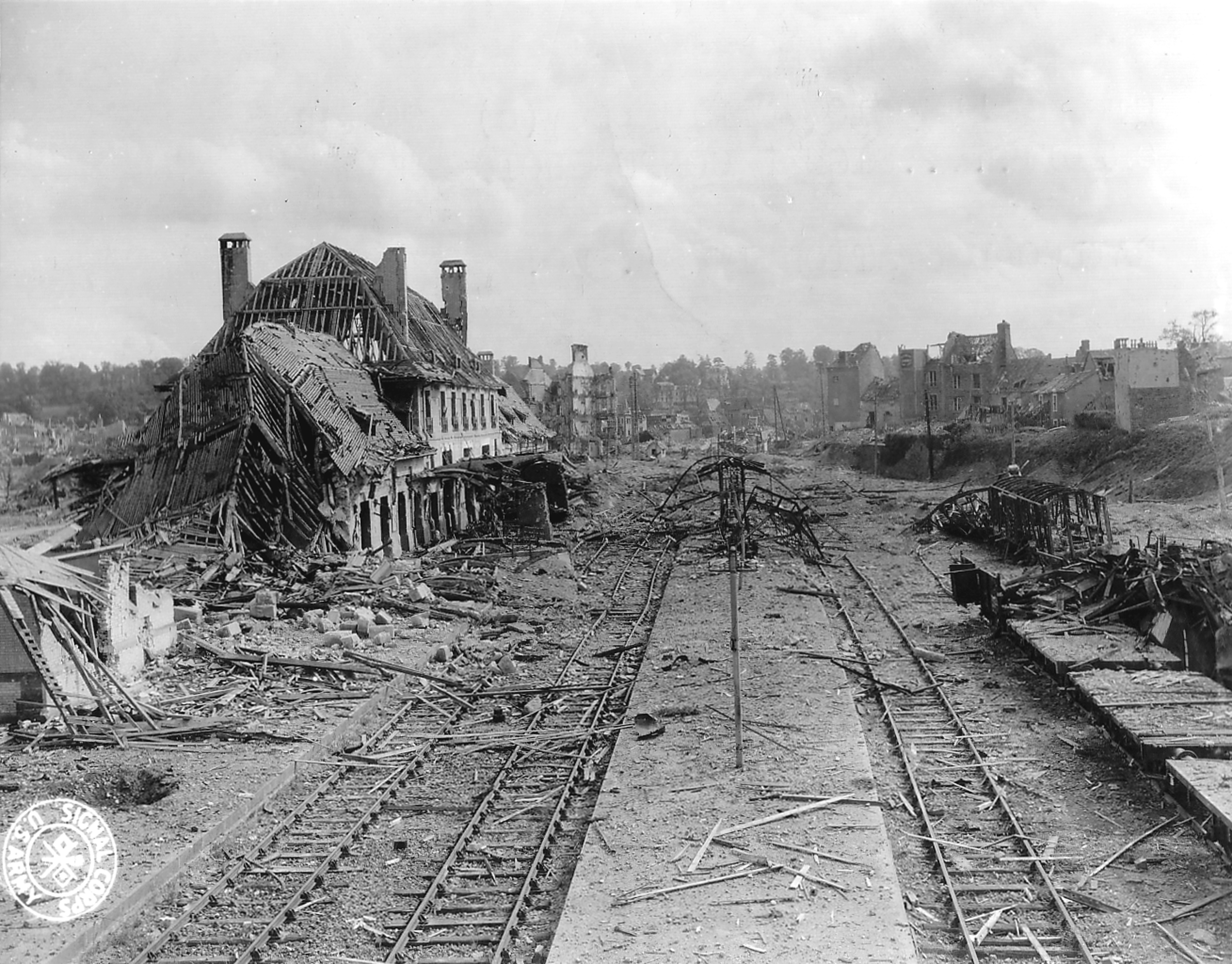
Destructions de juin 1944.

L'ancien bâtiment de bois et briques est remplacé par un plus important édifice et inauguré le 9 septembre 1928. Ce dernier qui est détruit quelques années plus tard lors de la Seconde Guerre mondiale par des bombardements fait par des avions alliés en juin 1944.
Le transport de voyageurs cesse sur la ligne Saint-Lô - Guilberville le 10 octobre 1938. Le transport de marchandises a ensuite été limité à la section Saint-Lô - Torigni-Saint-Armand. La ligne a été intégralement fermée dans les années 1960-1970. La ligne est déposée sur la majeure partie mais il subsiste encore des traces de sa présence comme le viaduc de Guilberville. Il reste aussi toujours une partie entre Saint-Lô et Condé-sur-Vire qui est depuis 2007 utilisé pour du vélo-rail en été. Le circuit mesure 11 km mais s'arrête à la gare de Gourfaleur.
Sur la ligne de Lison à Lamballe, la section à voie unique de Lison à Saint-Lô a été électrifiée en 25 kV en janvier 2006. Cela a notamment permis la création, entre décembre 2008 et décembre 2010, d'une relation Intercités entre Saint-Lô et Paris-Saint-Lazare via Caen.

## Services des voyageurs

### Accueil

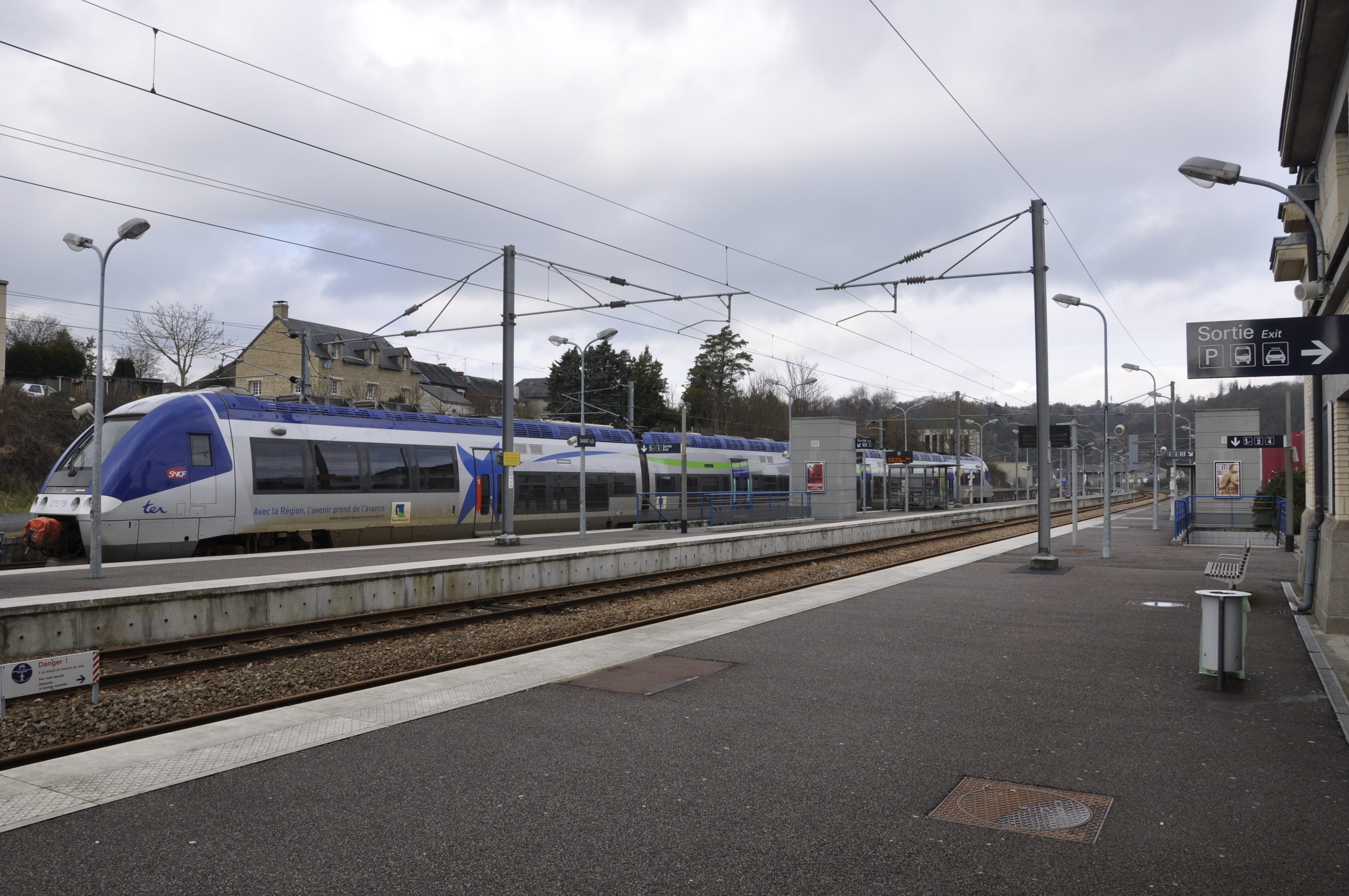
Vue sur les quais.

Gare SNCF, elle dispose d'un bâtiment voyageurs, avec guichet, ouvert tous les jours. Elle est notamment équipée d'automates pour l'achat de titres de transport. C'est une gare « Accès Plus » avec des aménagements, équipements et services à disposition des personnes à la mobilité réduite.

### Desserte
Saint-Lô est desservie par les trains TER Normandie (relation de Caen à Rennes) et par les autocars TER Normandie (relation de Granville à Lison).

### Intermodalité
Un parc pour les vélos et un parking sont aménagés à ses abords. La gare est desservie par les bus du réseau TUSA (lignes 1, 2, 3 et N) et les autocars du réseau Manéo (lignes : 001, 002, 109, 113, 117, 303 et 304).

## Projets
Depuis quelques années[Quand ?], il est prévu que la gare de Saint-Lô accueille des trains de voyageurs (TER) en direction de Cherbourg, pour la relation Cherbourg – Saint-Lô – Rennes, mais des travaux sont prévus notamment pour la relation Cherbourg – Rennes afin de reconstruire un raccordement abandonné, à côté de la gare de Lison, pour éviter les correspondances et les manœuvres dans cette dernière,.